# Jakub Vandrovec
Jakub Vandrovec (polsky Jakub Wędrowycz) je literární postava vytvořená polským spisovatelem fantasy Andrzejem Pilipiukem.

## Charakteristika
Jakub Vandrovec je polský sedlák v důchodu, exorcista – amatér, piják tzv. samohonky – podomácku pálené kořalky, vlastenec, neúnavný bojovník za Dobro a Spravedlnost, ochránce slabých, zapřisáhlý antifašista a ještě zapřisáhlejší antikomunista.
Jakub Vandrovec, exorcista samouk mimořádných kvalit, bojuje proti duchům, přízraků, upírům, ďáblům, vodníkům, neandrtálcům, mimozemšťanům, komunistům a v neposlední řadě proti místní policii, která ho neustále stíhá za pálení samohonky, žije po mnoho let ve Starém Majdanu v katastru obce Vojslavice. Jakub žije poměrně poklidným životem. Navštěvuje místní putyku, baví se s přáteli, trochu pytlačí, tu a tam zlikviduje upíra, vymítá ďábla, či sejme uřknutí. Co jej nejvíce ruší, jsou právě místní policisté, se strážmistrem Birskim v čele. Ten je zástupcem již třetí generace policistů, kteří se snaží proti Jakubovi zasáhnout.
Jakub Vandrovec se narodil roku 1901 nebo 1904. Své paranormální schopnosti získal náhodou, když se při nehodě sekl do ruky vázacím drátem a tím v dlani vytvořil čáru za tyto schopnosti zodpovídající. Byl několikráte raněn a svá ranění si hojil u různých bylinkářek a mastičkářů. Odtud pravděpodobně pochází jeho znalost bylin. Kdy aktivně začal s exorcismem, to je také záhadou. Jediné, co je jisté, je v těchto technikách dosáhl téměř dokonalosti.
Jakub působí zejména v katastru obce Vojslavice, nebo v jejím blízkém okolí. Velmi čile se podílí na různých kvasilegálních a nelegálních činnostech, zejména pálení samohonky a různých kšeftíčků s místním podnikavcem Skorlinskim i s přespolním ukrajinským podnikatelem Kleščakem. Díky tomu je doslova trnem v oku místním „ochráncům zákona”.
Jakub Vandrovec bojoval téměř se všemi druhy nadpřirozených bytostí, co se v okolí Vojslavic nacházely. Mezi jeho nepřátele patřili též „opičáci” čili obyvatelé nedaleké obce Dubinka, kteří vyznávali Sv.Antovíta. S nimi se Jakub Vandrovec nesčíslněkrát střetl a to jak sám, tak s posilou. Zásluhou Jakuba Vandrovce přestalo strašit v rokli zvané šibenice, v okolí Vojslavic se téměř nevyskytují upíři či jiné živly. V době jedné dovolené zachránil mnoho životů likvidací nebezpečných vodníků. Na jeho kontě je toho mnoho.
Paradoxně největší problémy mu způsobují místní strážci zákona a polská justice. Byl mnohokrát zatčen, obviněn či souzen. Jakub Vandrovec je podezřelý z pytláctví, hřbitovního hyenismu – zneuctívání památky zemřelých a pálení samohonky. Jednou byl před soudem za to, že v sile, které „údajně nelegálně” zakoupil v nedalekém JZD, nashromáždil „spekulativní množství pšenice” za účelem vypálení. Z tohoto přečinu byl omilostněn, ale jistou roli v něm sehrála i KGB a GRU.
Jak již bylo řečeno, život Jakuba Vandrovce byl velmi zajímavý. Když zrovna nekonzumoval samohonku, či ji nepálil, nebo neseděl v hospodě při pivu Perla, staral se o očistu svého okolí od duchů, přízraků, upírů a podobně. Nejednou se setkal s protivníky ze své branže. Ať již to byli čarodějové, či čarodějky, nebo jim podobní, nebo oficiálně vyškolení exorcisté, selský rozum Jakuba Vandrovce vždy slavil úspěchy, ačkoli se několikráte nevyhnul vítězství Pyrrhovu. Ale díky podpoře několika přátel a rodiny se mu téměř vždy podařilo postavit se na nohy a jít dál…
Se svým přítelem Semenem, ukrajinským kozákem neurčitého stáří, zažívá nejrůznější dobrodružství fantaskní povahy, většinou pod vlivem výše zmiňované kořalky, což vnáší do dobrodružství komické momenty.